# Guerra da Bretanha
O conflito entre o ducado da Bretanha e o reino de França desdobra-se em uma sucessão de episódios militares e diplomáticos entre 1465 e 1491, data do casamento entre Ana de Bretanha e Carlos VIII de França. Termina com o fim da independência do ducado da Bretanha.
Esse conflito segue-se à guerra de sucessão da Bretanha, durante a qual duas fações, uma pro-inglesa e uma pro-francesa, se defrontaram de 1341 a 1364.

## Contexto
O primeiro tratado de Guérande (1365) regulou a guerra de Sucessão da Bretanha. Esta viu o confronto entre duas famílias: os Penthièvre e os Montfort. Este últimos saíram vencedores. No entanto, são reconhecidos os direitos das duas famílias:
- o ducado transmite-se do sexo masculino para sexo masculino na família Montfort;
- em caso de ausência de descendência masculina nos Montfort, passa para os homens da família Penthièvre.

Esse tratado não exclui da sucessão as filhas, e ainda menos a retransmissão dos direitos (precisa que o ducado "não retornará para as mulheres enquanto houver herdeiros masculinos"). Os Montfort não demonstraram que respeitariam esse tratado (João IV, Francisco II). Os Penthièvre tinham perdido toda esperança após o fracasso de 1420 (tinham sequestrado o duque João V).
No fim do reinado de Francisco II, as duas famílias não tinham herdeiros masculinos: Francisco II tinha duas filhas, Ana e Isabeau, e os últimos Penthièvre também eram mulheres. Portanto, podiam ser pretendentes ao trono:
- Montfort:
  - as irmãs Ana e Isabeau de Bretanha, filhas do duque governante, últimas herdeiras da família, estando na primeira linha pela ordem de sucessão, mas são do sexo feminino;
  - João II, visconde de Rohan e de Leon, marido de Maria de Bretanha (filha do duque Francisco I). Sem o tratado de Guérande, a sua esposa seria duquesa desde 1469, após a morte da sua irmã Margarida. Assim, o marido desta (Francisco II) deveria abandonar o poder em prol de João II. Para transformar essa rivalidade em associação, João II propôs o casamento de seus filhos Francisco e João com Ana e Isabeau. Francisco II recusou, contrariando a opinião do seu conselho e a lógica da linhagem. Mais tarde, João II designar-se-ia duque da Bretanha;
  - João de Chalon, príncipe de Orange, filho de Catarina de Bretanha (irmã do duque Francisco II). É o herdeiro mais próximo à morte de Francisco II, juntamente com Ana e Isabeau;
  - Francisco d'Avaugour, bastardo do duque Francisco II com Antonieta de Maignelais. Renuncia frente aos Estados aos seus hipotéticos direitos;
- Penthièvre (os Estados tinham retirado os direitos aos Penthièvre após o evento de 1420):
  - João de Brosse, conde de Penthièvre (filho de Nicole de Blois-Penthièvre e de João I de Brosse), mas a sua mãe tinha por duas vezes renunciado aos seus direitos (em 1480 durante a venda, confirmado em 1485);
  - Carlos VIII, cujo pai Luís XI tinha comprado (a 3 de janeiro de 1480) os direitos ao ducado de Nicole de Blois-Bretanha, condessa de Penthièvre. É reconhecido herdeiro de Francisco II por cinco rebeldes bretões no tratado de Montargis.
  - Alain d'Albret, meio-irmão de Francisco de Dinan.

Alguns pretendentes tentam obter apoios: Carlos VIII e João II tentam seduzir parte da nobreza bretã. Vários projetos matrimoniais procuram reunir os direitos dos dois ramos numa mesma cabeça.
Mas para uma maior segurança frente a essa pretensões, Francisco II faz reconhecer as suas filhas pelos Estados da Bretanha como herdeiras do ducado, e Ana é coroada duquesa em Rennes, contrariando o deposto no tratado de Guérande de 1365.